# نزار نیوف
نزار نیوف (عربی: نزار نيوف؛ ۲۹ مهٔ ۱۹۶۲ – ) روزنامه‌نگار و فعال حقوق بشر اهل سوریه است. او یکی از اعضای بنیانگذار کمیته دفاع از آزادی دموکراتیک، یک سازمان سیاسی ممنوعه در سوریه است.
او از منتقدان نقض حقوق بشر توسط دولت سوریه بود که در سال ۱۹۹۱ دستگیر و به ۱۰ سال حبس تعزیری محکوم شد، و بیشتر محکومیتش را در زندان مظاهره خارج از دمشق گذراند.